# 瑟南冈
瑟南冈（法語：Seninghem，法語發音：[sənɛ̃ɡɑ̃]）是法国上法蘭西大區加来海峡省的一个市镇，属于圣奥梅尔区。

## 地理
瑟南冈（50°42'10"N, 2°2'2"E）面积15.15 平方千米，位于法国上法蘭西大區加来海峡省，该省份为法国北部沿海省份，西北濒北海，南至索姆省，东临北部省。
与瑟南冈接壤的市镇（或旧市镇、城区）包括：布沃兰冈、布莱坎、阿坎-韦斯特贝库尔、阿夫兰格、巴扬冈莱瑟南冈、库隆比、洛坦冈、涅勒莱布莱坎、凯克。
瑟南冈的时区为UTC+01:00、UTC+02:00（夏令时）。

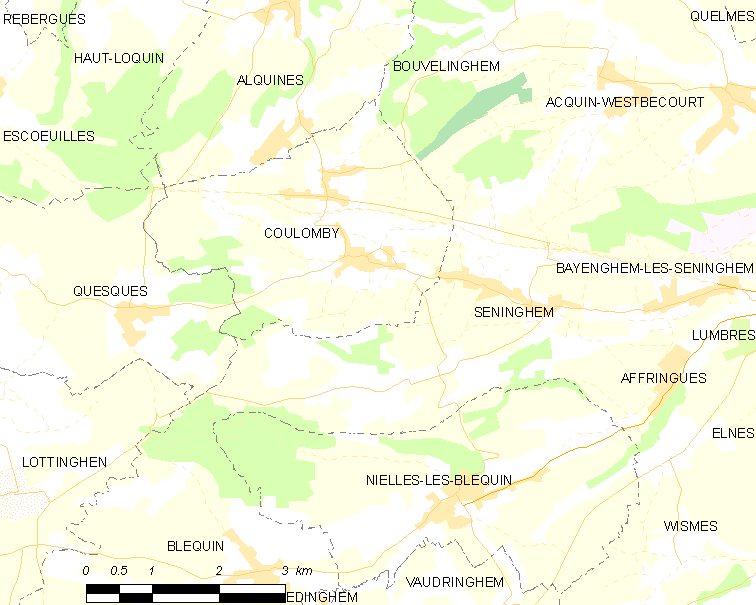
瑟南冈的OSM定位图

## 行政
瑟南冈的邮政编码为62380，INSEE市镇编码为62788。

## 政治
瑟南冈所属的省级选区为兰布尔县。

## 人口

1962-2008年间瑟南冈人口变化图示

瑟南冈于2022年1月1日时的人口数量为686人。